# Wesołowo (Węgorzewo)
Wesołowo (deutsch Groß Wessolowen, 1938 bis 1945 Raudensee) ist ein Dorf in der polnischen Woiwodschaft Ermland-Masuren und gehört zur Stadt- und Landgemeinde Węgorzewo (Angerburg) im Powiat Węgorzewski (Kreis Angerburg).

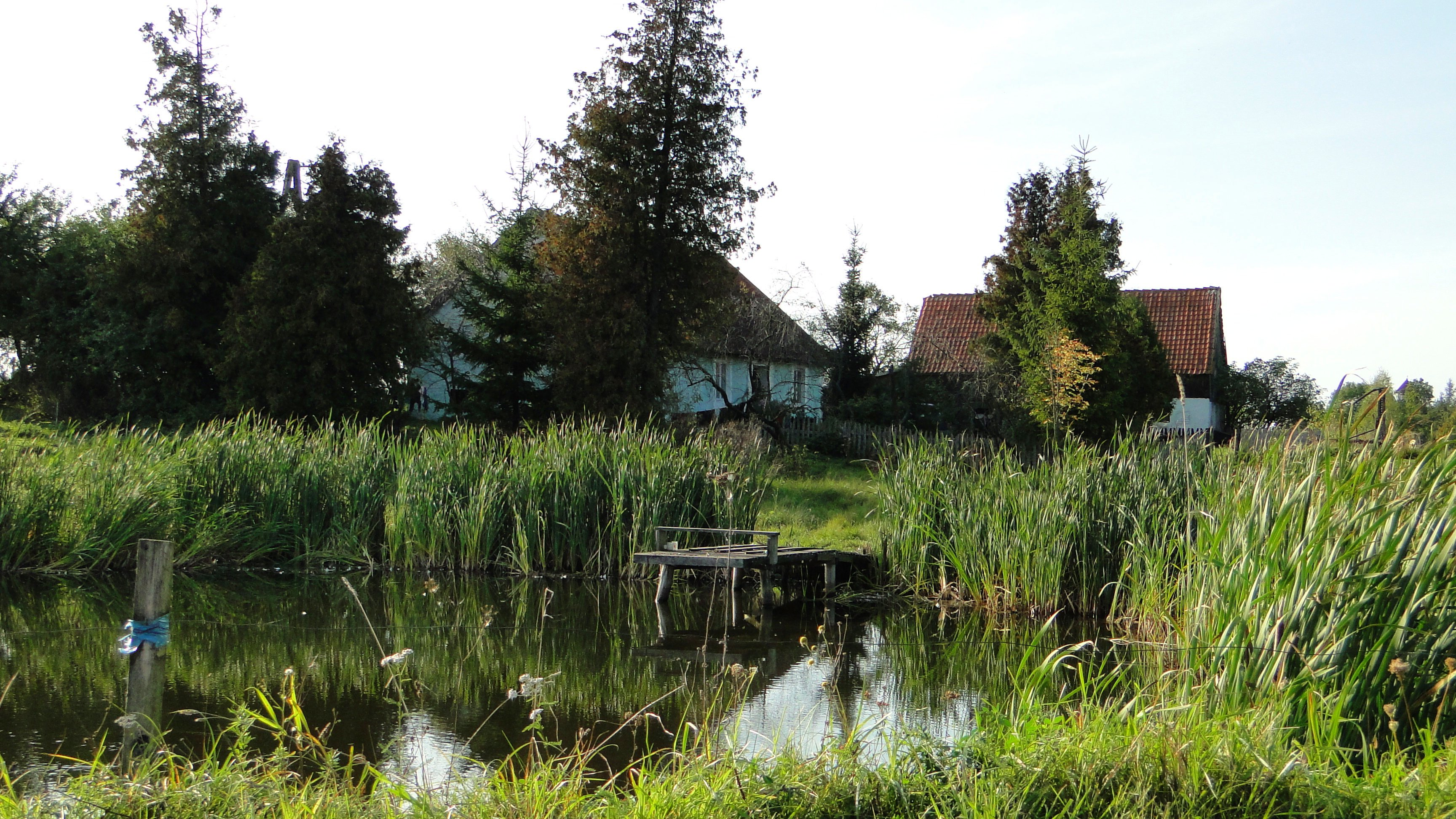
Bäuerliches Anwesen in Wesołowo (Groß Wessolowen)

## Geographische Lage
Wesołowo liegt westlich des Nordenburger Sees (polnisch Jezioro Oświn) im Nordosten der Woiwodschaft Ermland-Masuren. Die Kreisstadt Węgorzewo (Angerburg) befindet sich elf Kilometer entfernt in südöstlicher Richtung.

## Geschichte
Bei dem ursprünglich Wessolowen genannten und 1406 gegründeten Dorf handelt es sich um eine weit verstreut liegende Ortschaft. Erst im 19. Jahrhundert kam die Zusatzform des Namens in Groß-Wessolowen auf. Zum Gutsdorf gehörte auch der Wohnplatz Paschäken (polnisch Pasieki, nicht mehr existent).
In den Jahren 1874 bis 1945 war Groß Wessolowen in den Amtsbezirk Guja einbezogen, der zum Kreis Angerburg im Regierungsbezirk Gumbinnen der preußischen Provinz Ostpreußen gehörte.
In Wessolowen waren im Jahre 1910 insgesamt 415 Einwohner gemeldet. Ihre Zahl stieg bis 1925 auf 429, verringerte sich bis 1933 auf 403 und belief sich bis 1939 noch auf 374.
Aus politisch-ideologischen Gründen zwecks Vermeidung fremdländisch klingender Ortsnamen wurde Groß Wessolowen am 3. Juni (amtlich bestätigt am 16. Juli) 1938 in „Raudensee“ umbenannt.
In Kriegsfolge kam der Ort 1945 mit dem gesamten südlichen Ostpreußen zu Polen. Heute ist das Dorf Sitz eines Schulzenamtes (polnisch Sołectwo), das für Wesołowo und auch für Biedaszki (Biedaschken, 1938 bis 1945 Wieskoppen) zuständig ist. Es gehört zum Verbund der Stadt- und Landgemeinde Węgorzewo im Powiat Węgorzewski, vor 1998 der Woiwodschaft Suwałki, seither der Woiwodschaft Ermland-Masuren zugehörig.

## Kirche
Groß Wessolowen resp. Raudensee war kein Kirchdorf, vielmehr war es in die evangelische Kirche Engelstein in der Kirchenprovinz Ostpreußen der Kirche der Altpreußischen Union und in die katholische Kirche zum Guten Hirten in Angerburg im Bistum Ermland eingepfarrt.
Heute gehört Wesołowo zur katholischen Pfarrei St. Josef in Węgielsztyn (Engelstein) mit einer Filialkirche im nicht weit entfernt liegenden Perły (Perlswalde) im Bistum Ełk (Lyck) der Römisch-katholischen Kirche in Polen bzw. zur evangelischen Kirche in Węgorzewo, einer Filialkirche der Pfarrei in Giżycko (Lötzen) in der Diözese Masuren der Evangelisch-Augsburgischen Kirche in Polen.

## Verkehr
Wesołowo liegt westlich der polnischen Landesstraße DK 63 (einstige deutsche Reichsstraße 131) und auch westlich der ehemaligen Bahnstrecke Königsberg–Angerburg an einer  Nebenstraße, die Biedaszki (Biedaschken, 1938 bis 1945 Wieskoppen) mit Pasternak (Waldhof) und auch Rudziszki (Raudischken, 1938 bis 1945 Raudingen) verbindet. Außerdem endet eine Zubringerstraße von Guja (Groß Guja) in Wesołowo.
Bis 1945 war Perlswalde (polnisch Perły) die nächste Bahnstation an der Bahnstrecke von Königsberg nach Angerburg, die jedoch nach Ziehung der Grenze zwischen Russland und Polen 1945 aufgegeben wurde.